# Хвадукасы
Хвадукасы́ (чув. Хватукасси) — деревня в Красночетайском районе Чувашской Республики. Входит в состав Пандиковского сельского поселения.

## География
Находится в северо-западной части Чувашии на расстоянии приблизительно 6 км на север-северо-запад от районного центра села Красные Четаи.

## История
Известна с 1869 года, когда здесь (деревня Ларкино) было 373 жителя. В 1897 году было учтено 73 двора и 479 жителей, в 1926 (уже Хватукасси) — 160 дворов и 762 жителя, в 1939 (Хвату) — 966 жителей, в 1979—684. В 2002 году было 167 дворов, в 2010—103 домохозяйства. В 1929 году был образован колхоз «Авангард», в 2010 действовали ЗАО «Искра-Хмель» и ООО «Сурское».

## Население
Постоянное население составляло 323 человека (чуваши 99 %) в 2002 году, 214 в 2010.